# 波止浜町
波止浜町（はしはまちょう）は愛媛県の越智郡にあった町である。旧野間郡。

## 地理
波止浜湾（波止浜港を参照）の西岸から波方町と接する小山までの地域。
東は今治市、南は乃万村と接し、北は来島海峡に面す。
島　
- 来島
- 小島（おしま）

## 歴史
- 1889年（明治22年）12月15日 - 町村制施行に伴い波止浜, 高部村, 来島村, 杣田村が合併して野間郡波止浜村が成立。
- 1897年（明治30年）4月1日 - 野間郡が越智郡に統合される。
- 1908年（明治41年）　町制施行し波止浜町となる。
- 1924年（大正13年）12月 - 讃予線今治駅～伊予大井駅間が開通し、波止浜駅が開業。
- 1951年（昭和26年） - 波止浜港が地方港湾に指定される。
- 1955年（昭和30年） 2月1日 - 今治市に編入。
消滅の際には、桜井町，富田村，清水村，日高村，乃万村も同時に編入。

```
波止浜町の系譜

高部　　━━┓
来島　　━━┃
波止浜　━━╋━波止浜村 ━━ 波止浜町 ━━━━━━ 今治市へ編入
杣田　　━━┛           （明治44年1月1日町制）　（昭和30年2月1日） 
（明治期の村）

```

昭和30年の編入以降の系譜は今治市の記事参照

## 産業
かつては塩田で栄えたが、時代とともに消滅した。その後塩田は埋め立てられ造船所が立地するようになり現在では今治造船、新来島波止浜どっくなどの造船会社の本社、工場がある。造船が盛んなことから造船関連の産業も発達しBEMAC（旧渦潮電機）、潮冷熱の工場が立地している。

## 交通

### 港湾
- 波止浜港

### 鉄道
- 予讃本線波止浜駅

## 著名な出身者
- 片上伸